# Журавель білошиїй
Журавель білошиїй (Grus carunculata) — вид журавлів, що поширені в Африці.

## Поширення та чисельність
Вид поширений в Східній і Південній Африці. Світова популяція виду становить 8000 птахів (за даними 2007 року). Птах трапляється в Ефіопії (близько 200 птахів), Танзанії (200 птахів), Демократичній Республіці Конго (500), Замбії (4500), Анголі (500), Малаві (бл. 15 пар або 40 особин), Мозамбіку (бл. 300—400 птахів), Зімбабве (200), Ботсвані (111 гніздових пар або 1200—1300 особин), Намібії (бл. 250 птахів) та ПАР (300—360).

## Опис
Журавель заввишки 150—175 см. Розмах крил 230—260 см. Вага — 6-9 кг. Груди, горло, шия та більша частина голови білі. Зі щік звисають довгі білі сережки. Верхівка голови сіро-блакитна. Дзьоб коричневий Крила та спина сірі. Махові пера першого і другого порядків, черево та хвіст чорні. Навколо дзьоба до очей видно ділянки голої червоної сильно зморщеною шкіри.

## Спосіб життя
Мешкає у водно-болотних угіддях лише у період розмноження, а решту року проводить у гірських луках, саванах, вологих луках, струмках, ставках та затоплених полях. Не мігрує, але може здійснювати короткі мандрівки залежно від наявності води. Трапляється парами або невеликими сімейними групами. Живиться бульбами та кореневищами водних рослин, але в сухих умовах він також їсть насіння, зерна злаків, комах та дрібних хребетних.
Гніздиться у вологих місцях. У Замбії, Ботсвані та Мозамбіку гніздування відбувається в серпні та вересні, коли повені досягають свого апогею і ризик, що гніздо буде затоплене паводковими водами, зводиться до мінімуму. Пташенята вилуплюються, коли вода відступає. На півдні Африки гніздування зазвичай відбувається в липні та серпні, коли сезон більш сухий та прохолодний, тоді як ефіопські популяції гніздяться в травні та червні, на початку вологого сезону. Зазвичай відкладається одне яйце, а якщо є два яйця, виживає лише одне пташеня. Інкубація триває 33-36 днів.